# Univers parallèle
« Univers parallèles » redirige ici. Pour l'album de musique, voir Univers parallèles (album).
« Réalité alternative » redirige ici. Pour l'expression politique, voir Faits alternatifs.
 (juillet 2020).
Si vous disposez d'ouvrages ou d'articles de référence ou si vous connaissez des sites web de qualité traitant du thème abordé ici, merci de compléter l'article en donnant les références utiles à sa vérifiabilité et en les liant à la section « Notes et références ».
Un univers parallèle, monde parallèle ou réalité parallèle, est un univers possédant ses propres dimensions d'espace et de temps.
Il peut s'agir d'un univers engendré par des phénomènes physiques hypothétiques, ou dans les œuvres de fiction par une modification arbitraire d'un événement. Selon les œuvres de fiction, ces univers sont décrits pour eux-mêmes ou en les faisant interagir avec notre univers, le principal pour nous.
Pour certains cosmologistes[Qui ?], ce que nous pensons être l'Univers dans son intégralité ne serait qu'une infime partie d'un ensemble bien plus vaste : le multivers. Selon ce scénario, il existerait une multitude d'univers, dont l'un serait celui où nous vivons. Et chacun de ces mondes serait régi par des lois différentes ; ce que nous[Qui ?] pensions être les principes fondamentaux de la nature ne serait plus si absolu. Ainsi, les types et propriétés des particules élémentaires et de leurs interactions pourraient varier d'un univers à l'autre.
Une des théories[Laquelle ?] suggérant l'idée du multivers est que le cosmos primordial a subi une expansion fulgurante, exponentielle. Au cours de cette période d'« inflation cosmique », certaines régions de l'espace auraient vu leur expansion rapide prendre fin plus tôt que d'autres, formant ce qu'on appelle des « univers-bulles », un peu comme des bulles dans un volume d'eau bouillante. Notre univers correspondrait à l'une de ces bulles, au-delà de laquelle il y en aurait une infinité d'autres.

## En physique

### Les réalités d'Everett
Hugh Everett a proposé une interprétation de la fonction d'onde en mécanique quantique : pour lui, cette fonction décrit la réalité, et toute la réalité. Cette approche permet de décrire séparément les deux états simultanés et leur donne une double réalité qui semblait avoir disparu, dissoute dans le paradoxe (plus exactement « plusieurs "réalités" dans autant d'univers distincts » — et ne pouvant guère qu'interférer légèrement une fois séparés). Il convient de noter que cette interprétation ne se prononce pas sur la question de savoir s'il y a duplication de la réalité (many-worlds) ou duplication au contraire des observateurs de cette même réalité (many-minds), puisqu'elles ne présentent pas de différence fonctionnelle.
Malgré sa complexité et les doutes sur sa réfutabilité, cette interprétation est utilisée en physique au même titre que celle de la décohérence et celle de Copenhague, et présente ainsi les lois quantiques comme exactes et complètes, plutôt que simplement statistiques.
L'utilisation de l'adjectif parallèle est ici légèrement impropre, puisque de tels univers ont justement au moins un point commun dans leur passé. Il serait plus correct de parler d'univers divergents.

#### Explication vulgarisée
Dans la trilogie À la croisée des mondes, les univers parallèles au sens d'Everett jouent un rôle majeur. Un des personnages explique donc comment se produit la séparation entre les univers :

« Car ce monde, comme tous les autres univers, est né du résultat des probabilités. Prenons l'exemple du jeu de pile ou face : la pièce que tu lances peut retomber sur pile ou sur face, mais on ne sait pas à l'avance de quel côté elle va tomber. Si c'est sur face, ça veut dire que la possibilité qu'elle tombe sur pile a échoué. Mais juste avant qu'on la lance, les deux probabilités ont la même chance.

Si, dans un autre monde, la pièce tombe sur pile à ce moment-là, les deux mondes se séparent. J'utilise l'exemple de pile ou face pour que ce soit plus clair. En réalité, ces échecs de probabilités se produisent au niveau des particules élémentaires. »

### Univers «miroir»
L'énigme de l'antimatière (« pourquoi n'y a-t-il que peu d'antimatière dans l'univers ? », ou en d'autres termes « pourquoi est-ce la matière qui l'a emporté sur l'antimatière ? ») a également débouché pour quelques-uns sur l'hypothèse d'un univers parallèle. La physique avance la raison de la violation de la symétrie CP, tandis que la métaphysique invoque le principe anthropique, mais aucune n'explique de cause fondamentale de cette asymétrie entre matière et antimatière, puisque si la matière et l'antimatière sont nées de la même énergie mère, on les imaginerait au contraire créées en proportions égales, l'univers n'ayant pas de préférence.
Le physicien soviétique Andrei Sakharov émit alors en 1967 l'hypothèse de l'existence d'un univers parallèle, où de manière symétrique l'antimatière prédominerait sur la matière. La partition de l'univers fondamental en deux univers parallèles dans lesquels prédominerait la matière pour l'un et l'antimatière pour l'autre pourrait ainsi réconcilier logique et expérience. Cet univers jumeau serait CPT-symétrique par rapport au nôtre, c'est-à-dire que non seulement la matière y serait remplacée par l'antimatière (symétrie C), mais également la flèche du temps y serait renversée (symétrie T) et serait géométriquement inversée par rapport au nôtre (symétrie P). Cette hypothèse a débouché sur quelques travaux scientifiques (Jean-Pierre Petit et Gabriel Chardin l'ont explorée).

### Recherche
En 2017, des chercheurs du laboratoire Fermilab proposèrent une expérience visant à vérifier si des neutrons pouvaient passer de notre univers vers un univers miroir. Ceci a été l'objet d'un preprint disponible chez ArXiv
qui a proposé la mise en œuvre d'une expérience permettant d'affirmer ou infirmer à une meilleure précision que des neutrons pourraient passer dans un univers miroir. Une expérience un peu similaire a été mise en œuvre à l'Institut Laue-Langevin de Grenoble ayant pour but de mesurer la distance minimale entre notre univers et un univers parallèle en application de la théorie des cordes.
En 2018, dans l'article A Smooth Exit from Eternal Inflation? de Stephen Hawking et Thomas Hertog (en), publié le 27 avril 2018, les deux scientifiques veulent « transformer l’idée d’un Multivers en un cadre scientifique qu’il est possible de tester »,.
Selon plusieurs chercheurs, un tel article pourrait déboucher sur un prix Nobel.
A condition d'autoriser l'attribution d'un Nobel post-mortem, Stephen Hawking étant décédé le 14 mars 2018.

## Dans la fiction
Les auteurs ont exploité les différents types d'univers parallèles dans leurs scénarios :

### Dimensions supplémentaires
Est parfois appelé « autre dimension » un univers qui existe en même temps que l'univers connu, sans aucun lien entre les événements entre les deux univers. L'idée est d'introduire une coordonnée, et donc une dimension d'espace supplémentaire. En se déplaçant suivant cette quatrième dimension, on accède à un univers différent. D'où l'abus de langage consistant à appeler cet univers une autre dimension.

### Univers parallèles au sens d'Everett
Dans sa trilogie À la croisée des mondes, Philip Pullman précise explicitement que les différents univers résultent des processus quantiques. C'est également le cas dans Le Guide du voyageur galactique, quoique l'auteur tourne en dérision l'idée d'expliquer comment une interaction d'un neutrino a pu changer le destin d'un univers (l'auteur précise que le neutrino est bien la cause, mais que les historiens préfèrent flemmarder que d'expliquer pourquoi).
Dans son Cycle des Princes d'Ambre, une saga d'heroic fantasy, l'écrivain Roger Zelazny exploite l’hypothèse d'existence d'univers multiples (aussi désignés par le vocable multivers) exprimée par le physicien Hugh Everett.
Frederik Pohl développe également les univers multiples issus de la physique quantique dans « l'avènement des chats quantiques ».
Généralement, la construction d'un univers parallèle par l'auteur est l'occasion de mettre les univers en rapport, par exemple en faisant voyager un personnage d'un univers à l'autre. Dans L'Effet Tegmark-Everett, l'écrivain François Darnaudet imagine qu'un jeune homme, orphelin de père, visite son père, toujours vivant, dans un univers où l'alter ego du jeune homme vient de se suicider. Dans le même roman est traité le thème du "suicide quantique".
Certains « univers parallèles » apparaissant dans les œuvres de fiction sont assez difficiles à classer comme des univers parallèles au sens d'Everett. Par exemple, dans les Marvel Comics, on aurait du mal à expliquer avec un événement à l'échelle quantique la divergence entre la réalité du Mutant X et l'univers d'origine d'Havok, qui se trouve piégé dans cette réalité.

### Univers miroir
Reprise de la théorie de Sakharov, l'idée d'un univers miroir fait d'antimatière a inspiré certains auteurs de science-fiction. Mais l'inversion ne s'arrête pas là, car dans l'univers DC Comics, l'inversion des charges de la matière conduit aussi à celle des rôles des personnages, fictifs comme réels : dans l'univers d'antimatière, Lex Luthor défend le monde contre des criminels comme Ultraman, l'équivalent de Superman, et Christophe Colomb est un Américain qui a découvert l'Europe.
Le nom d'univers « miroir » pourrait aussi être utilisé pour désigner l'univers que parcourt Alice dans De l'autre côté du miroir. Cet univers est inversé d'une manière absurde (il faut courir pour rester au même endroit, ne pas bouger pour se déplacer). Le roman de Lewis Carroll étant antérieur à la découverte de l'antimatière, certains physiciens ont justement employé Alice comme métaphore pour décrire l'univers d'antimatière.
L'« univers miroir » de Star Trek qui, bien que présentant une situation diamétralement opposée lors de ces premières apparitions à l'écran, a la possibilité d'évoluer indépendamment de l'univers « nominal », sans influence de celui-ci et donc sans rester réellement un « univers inversé ». Celui-ci n’est d’ailleurs, dès le début, pas une « inversion totale » contrairement à celui de DC Comics.
Le concept d'univers miroir est également le fil conducteur de la série Fringe, encore qu'il se conjugue avec l'uchronie, l'un des personnages ayant modifié le continuum de l'autre univers en allant y trouver le double de son fils disparu.

### Univers divergents par changement du passé
Dans les œuvres de fiction autorisant le voyage dans le temps, un des modes de résolution des paradoxes temporels est de décider que le voyageur temporel se retrouve après son voyage dans un univers parallèle. Comme dans Les Vaisseaux du temps de Stephen Baxter.
Certains vulgarisateurs scientifiques évoquent ce type d'univers quand ils évoquent la possibilité du voyage dans le temps. Généralement, l'univers est identique à l'univers d'origine du voyageur, jusqu'au point d'intervention du voyageur.
Par exemple le jeu vidéo Freedom Fighter nous montre une déformation temporelle qui crée une nouvelle réalité, ici ce ne sont plus les Américains qui ont gagné la guerre froide mais les Russes. Le jeu montre l'invasion des États-Unis par les Russes en l'an 2003. Ce genre de déformation temporelle s'appelle une uchronie.
Ce type d'univers parallèles est abordé dans des films tels que Retour vers le futur 2, Le Sortilège de Cendrillon, Shrek 4, Watchmen, Terminator Genisys ou encore Star Trek (film de 2009). Il est aussi utilisé dans le visual novel Steins;Gate.

### Combinaison des deux possibilités précédentes
Certains auteurs choisissent d'envoyer les voyageurs temporels dans des univers parallèles ayant divergé avant même l'arrivée du voyageur. C'est par exemple le sort de Rachel Summers, qui voyageant dans le passé pour tenter d'empêcher la mise en place de la dictature des sentinelles, arriva dans un univers parallèle où ses parents n'ont jamais eu d'enfant ensemble, et cela était provoqué par des événements antérieurs à son intervention.

### Hyperespace
On appelle hyperespace un espace dont le nombre de dimensions est supérieur à trois et dans lequel serait plongé l'espace tel qu'on le connaît. En science-fiction, il est majoritairement utilisé pour voyager très rapidement entre les planètes. Certaines technologies comme l'hyper-propulsion permettent aux vaisseaux de passer de l'espace normal à l'hyperespace pour aller d'un point à un autre de l'espace réel en parcourant une distance plus courte. Ce procédé est vaguement inspiré de la relativité générale.

### LesWhat if…?de Marvel et autres expériences de pensée
Marvel Comics a popularisé le genre des histoires alternatives, divergeant de l'histoire principale par un événement ou un choix fait par un personnage. Il est difficile d'affirmer s'il s'agit d'univers parallèles au sens d'Everett, mais d'un point de vue interne pour les personnages, ces univers ne sont pas de simples expériences de pensée, puisque le Gardien, un des êtres transcendants du multivers, indique qu'il contemple une autre réalité à l'introduction de chaque What if…?.
Certains auteurs choisissent de décrire un univers en modifiant un fait historique majeur, sans que cet univers soit issu d'une modification de notre univers. Les événements divergents ne sont pas expliqués par une modification à partir de notre univers (comme si le destin de l'univers fictif était un résultat des événements précédents tout aussi possible que ce qui s'est réalisé). Par exemple le roman Les Oranges de Yalta décrit un monde dans lequel le Japon aurait attaqué l'URSS en 1941 au lieu des États-Unis (Pearl Harbor). Fatherland se passe dans un monde où le Troisième Reich nazi, vainqueur de la Seconde Guerre mondiale en Europe, cohabite avec les États-Unis dans une Guerre froide. On utilise aussi le terme uchronie pour désigner ce genre de roman, habituellement rattaché à la science-fiction.

### Régulations
Dans certains univers de fiction, il existe des régulations des réalités parallèles, des êtres transcendant les réalités multiples. Ainsi dans l'univers DC Comics, Monitor et Anti-Monitor ont provoqué la fusion de tous les univers dans Crisis on Infinite Earths. Dans le multivers Marvel, quel que soit le nombre d'univers parallèles, il n'existe qu'un seul Galactus qui possède le pouvoir de protéger l'univers contre la menace du démon Abraxas, les Galactus des autres univers étant facilement détruits par le démon. Le Gardien peut quant à lui contempler toutes les réalités parallèles, à condition toutefois de ne pas y intervenir.

### Manipulations de la réalité
Certains personnages parmi les plus puissants des univers imaginaires peuvent remodeler la réalité au point de créer des réalités parallèles. C'est le cas de la Sorcière Rouge qui crée la réalité de House of M dans laquelle tous les individus ont le souvenir de vies différentes de celles qu'ils avaient vécues dans la réalité où ils sont nés. De plus, de nombreux personnages morts dans la réalité originale, comme Gwen Stacy, étaient vivants dans la réalité de House of M.
Franklin Richards a quant à lui combiné son pouvoir de modification de la réalité avec la puissance d'Onslaught pour créer une terre parallèle. Tous les habitants de cet univers parallèle sont des images créées en même temps que cette terre, sauf les héros qui se sont sacrifiés pour détruire Onslaught : ceux-là ont en fait été transportés sur la terre parallèle, même s'ils se souviennent y être nés. Finalement ils parviennent à fabriquer un vaisseau qui les ramène dans leur monde d'origine.

### Univers de poche
« Univers de poche » et « dimension de poche » sont des termes pour désigner un univers qui n'existe pas indépendamment, mais est uniquement un espace créé depuis l'univers principal, et obéissant à ses propres lois.
Par exemple les tentes dans Harry Potter sont des univers de poche, car l'espace auquel on accède quand on y entre ne fait pas réellement partie de l'univers d'origine. En effet, l'espace à l'intérieur de la tente est beaucoup plus vaste que l'espace occupé par la tente vue de l'extérieur.
Un autre exemple célèbre outre-Manche est le TARDIS, apparaissant dans la série de science-fiction Doctor Who. De l'extérieur, le TARDIS a l'apparence et la taille d'une cabine téléphonique, mais à l'intérieur, c'est un immense labyrinthe contenant des dizaines de pièces et possédant sa propre gravité. Le Docteur explique que cela est possible par « compression des dimensions ».
Dans Diablo, le sorcier Horazon a construit un espace baptisé « Sanctuaire des arcanes » ou « de l'Arcane » (selon les traductions) constituant un univers de poche, accessible seulement via des téléporteurs, et où les lois de la géométrie sont différentes de celles du monde réel. Le jeu vidéo montre cette violation de la géométrie en représentant le niveau par des constructions constituant des objets impossibles. Dans le roman La loi du sang, une invitée dans le sanctuaire constate qu'en prenant un escalier, puis un autre dont la trajectoire est telle qu'il fait apparemment revenir au même point (géométriquement : les deux déplacements successifs additionnés donnent un vecteur nul), elle revient devant la même porte, mais la porte donne accès à une autre salle. Demandant à son guide comment cela est possible, celui-ci répond simplement qu'un escalier utile doit mener là où on veut aller.

### Univers virtuel
Un univers virtuel est une version améliorée d'un monde virtuel de jeu vidéo. Les êtres vivants peuvent y être transportés par l'esprit (Matrix) et parfois également le corps (Tron). Ils ressentent physiquement ce qu'ils vivent dans l'univers virtuel. La mort virtuelle, selon les œuvres, tue dans le monde réel (Sword Art Online) ou bannit simplement du monde virtuel (Code Lyoko). Comme les univers de poche, les univers virtuels ne sont pas des univers parallèles à part entière parce qu'ils sont rattachés à un univers réel.

### Plan astral
Le plan astral est un univers dans lequel tout peut être modifié suivant la volonté de ceux qui s'y trouvent. Il n'est accessible qu'aux magiciens ou télépathes, en tout cas à ceux qui peuvent projeter leur esprit hors de leur corps. Même si d'une certaine façon ce qui se déroule sur le plan astral n'est qu'une illusion que les télépathes se projettent mutuellement, les conséquences sont bien réelles : dans l'univers Marvel, il est possible de tuer quelqu'un réellement par un combat sur le plan astral. Dans Phænomen d'Erik L'Homme, une des héroïnes peut voir les doubles astraux des autres, et si son double astral (un chevalier) apprivoise le double astral d'une autre personne (un dragon) cette personne est temporairement guidée par un besoin instinctif de venir en aide à l'héroïne.
Le plan astral et le voyage astral sont également étudiés en parapsychologie.

### Univers des morts
Les mondes n'existant en même temps que le nôtre que du point de vue de la magie sont accessibles dans certaines œuvres de fiction. Le monde où vont les morts l'est donc tout autant. Ainsi dans À la croisée des mondes, le monde des morts est un monde tout aussi accessible que les autres mondes parallèles (dont l'auteur précise pourtant que ce sont des univers au sens d'Everett).
L'aspect choquant de cette manière de considérer les univers sacrés a été souligné par la Femme Invisible des Quatre Fantastiques. Elle-même a du mal à croire son mari quand il affirme aller dans l'au-delà chercher leur ami Ben aussi facilement qu'ils voyagent dans les univers parallèles.

### Hammerspace
Le Hammerspace (« espace marteau ») est une parodie des concepts d'univers parallèles. Dans de nombreux cartoons et animes comme Nicky Larson, certains personnages ont spontanément un marteau dans les mains quand le besoin s'en fait sentir (et peuvent manipuler un marteau bien trop grand pour eux). On a donc imaginé un « espace marteau », univers parallèle rempli de marteaux et depuis lequel un personnage peut téléporter un marteau à volonté directement dans ses mains, puis le réexpédier après usage.

## Dans la culture populaire

### Littérature
- Flatland d'Edwin Abbott Abbott (1884)
- L'Univers en folie de Fredric Brown (1949)
- Le neveu du Magicien de la série de livres: Le Monde de Narnia de C.S. Lewis (2001)

#### Œuvres uchroniques
- Nicolas Saudray, Les Oranges de Yalta,  (ISBN 2-7158-0912-3).
- Philip K. Dick, Le Maître du Haut Château (1962).
- Richard Loncraine et Ian McKellen (d'après William Shakespeare), le film Richard III (1995).
- Eric-Emmanuel Schmitt, La Part de l'autre (2001).
- Kim Stanley Robinson, Chroniques des années noires (2002).

### Bande dessinée
- Les Cités obscures, série de bandes dessinées.
- De nombreuses bandes dessinées Disney mettant en vedette Donald Duck ou Balthazar Picsou utilisent le principe des réalités parallèles, avec une vraisemblance mitigée selon les auteurs.
- L'album de Spirou et Fantasio intitulé Les Marais du Temps fait allusion aux univers parallèles pour expliquer certains paradoxes temporels.
- L'album de Thibault Damour et Burniat Le mystère du monde quantique suggère l'existence d'univers parallèles.

### Télévision et cinéma
- Sliders : Les Mondes parallèles, série télévisée dont les héros voyagent entre des univers parallèles.
- Fringe, série TV dont l'intrigue est fondée sur l'existence de deux univers parallèles, à la fois semblables et différents. Personnages doubles aux destins quelquefois divergents, conséquences des choix de chacun ; monuments existant dans l'un, jamais conçus dans l'autre, etc.
- Jean-Philippe, film où un fan de Johnny Hallyday reçoit un coup violent qui le plonge dans le coma. À son réveil, il se rend compte qu'il est passé dans un monde parallèle où Johnny n'existe plus. Il se met alors à sa recherche et se met en tête qu'il doit le retrouver et rattraper les 40 ans où Johnny n'a pas existé dans ce monde mais a été remplacé par un autre chanteur français. Différentes mésaventures les mènent jusqu'au Stade de France pour le concert final.
- Rick et Morty, dessin animé où les personnages évoluent entre les dimensions parallèles.
- Doctor Who, série télévisée où le Docteur et ses compagnons voyagent à travers le temps. Les acteurs jouant le Docteur changent en fonction du temps d'apparition. Ils restent en moyenne 3 saisons (en 2019 ils sont 13 docteurs).
- Stranger Things parle également d'un monde parallèle qui se nomme The Upside Down.
- Arrowverse :
  - Crisis on Earth-X, épisode  avec un univers alternatif (la "Terre-X") où le régime nazi domine le monde.
  - Elseworlds, épisode avec un univers alternatif où Barry Allen et Oliver Queen échangent leur corps.
  - Crisis on Infinite Earths (du nom de la série de comics), épisode avec une multitude d'univers parallèles.
- Spider-Man: New Generation, sorti en 2018, ou le Synchrotron (un portail interdimensionnel ) téléporte d'autres Spider-Man d'autres univers dans celui de Miles Morales.
- Parallel, film réalisé par Isaac Ezban en 2018.
- Loki, série où le concept de multivers sert de fil rouge à la phase 4 du MCU.
- Mon inconnue, film sorti en 2019
- Yesterday, film où Jack Malik se retrouve dans un univers où les Beatles n'ont jamais existé et utilise leurs chansons pour devenir célèbre.
- Spider-Man: No Way Home, film sorti en 2021.
- Doctor Strange In the Multiverse of Madness, film sorti en 2022.
- Everything Everywhere All at Once, film sorti en 2022 et ayant reçu l'Oscar du meilleur film en 2023.
- The Flash, film sorti en 2023.
- Spider-Man: Across the Spider-Verse, sorti en 2023, permet de découvrir le Spider-Verse, regroupant les univers parallèles comportant un ou plusieurs Spider-Man.

### Jeux vidéo
- Dans Outcast, les héros sont envoyés dans un monde parallèle.
- Dans la série de jeux vidéo Half-Life, des créatures venues d'une autre dimension ouvrent des portails et débarquent sur Terre.
- Dans Spider-Man : Dimensions.
- Dans Bioshock Infinite, l'histoire est basée sur la théorie des univers parallèles.
- Steins;Gate évoque également une théorie de plusieurs lignes d'univers où l'on pourrait se déplacer mais ne sachant jamais le changement à l'avance.
- Baldur's Gate II: Shadows of Amn fait souvent référence aux univers parallèles. Dans la quête de la sphère planaire, les personnages principaux se retrouvent prisonniers d'un vaisseau et contraints de voyager à travers plusieurs mondes parallèles.
- The Elder Scrolls a également un univers parallèle nommé Oblivion, qui est un plan astral où habite une espèce de dieu, les daedras.
- Dans Minecraft, deux univers parallèles, le Nether et L'End, sont accessibles via des structures ou grâce à la construction d'un portail